# 長春花
長春花（学名：Catharanthus roseus），別名日日春、日日草、日日新、三万花（广西、广东）、四時春、時鐘花、雁来红（广东）、五瓣梅、王瓣梅、五合梅（潮汕）、長春海棠，是夾竹桃科長春花屬植物。

## 形态
多年生直立草本至半亞灌木，全株无毛。长圆形叶片对生，夏秋开淡红色或白色花，聚繖花序，花冠高脚碟状，单生或对生于叶腋；直立的蓇葖2个。

## 分布
長春花是馬達加斯加特有種，在野生環境中為瀕臨絕滅物種，現廣泛裁培於世界各地，並在各地歸化。目前台灣育種出多個品種，近年來的育種趨勢为增大花朵。

## 用途
其乳汁中所含生物碱，如长春碱和長春新鹼，被提煉出來作為多種癌症如白血病、淋巴瘤所用的化學治療藥物。純化的長春新鹼中文商品名為“維克思丁”。

### 毒性
全株具有毒性。誤食後，會造成白血球減少、血小板減少、肌肉無力、四肢麻痹等症狀。需斟酌注意。雖有毒性，但是觸摸花朵並不會中毒。

## 品種
可歸納為兩類，一為直立型，高度20-30公分，另一為匍匐型，枝條軟而下垂，適宜於吊籃種植。按花色區分，有白色、粉紅色、桃紅色及紫色等多個品種。

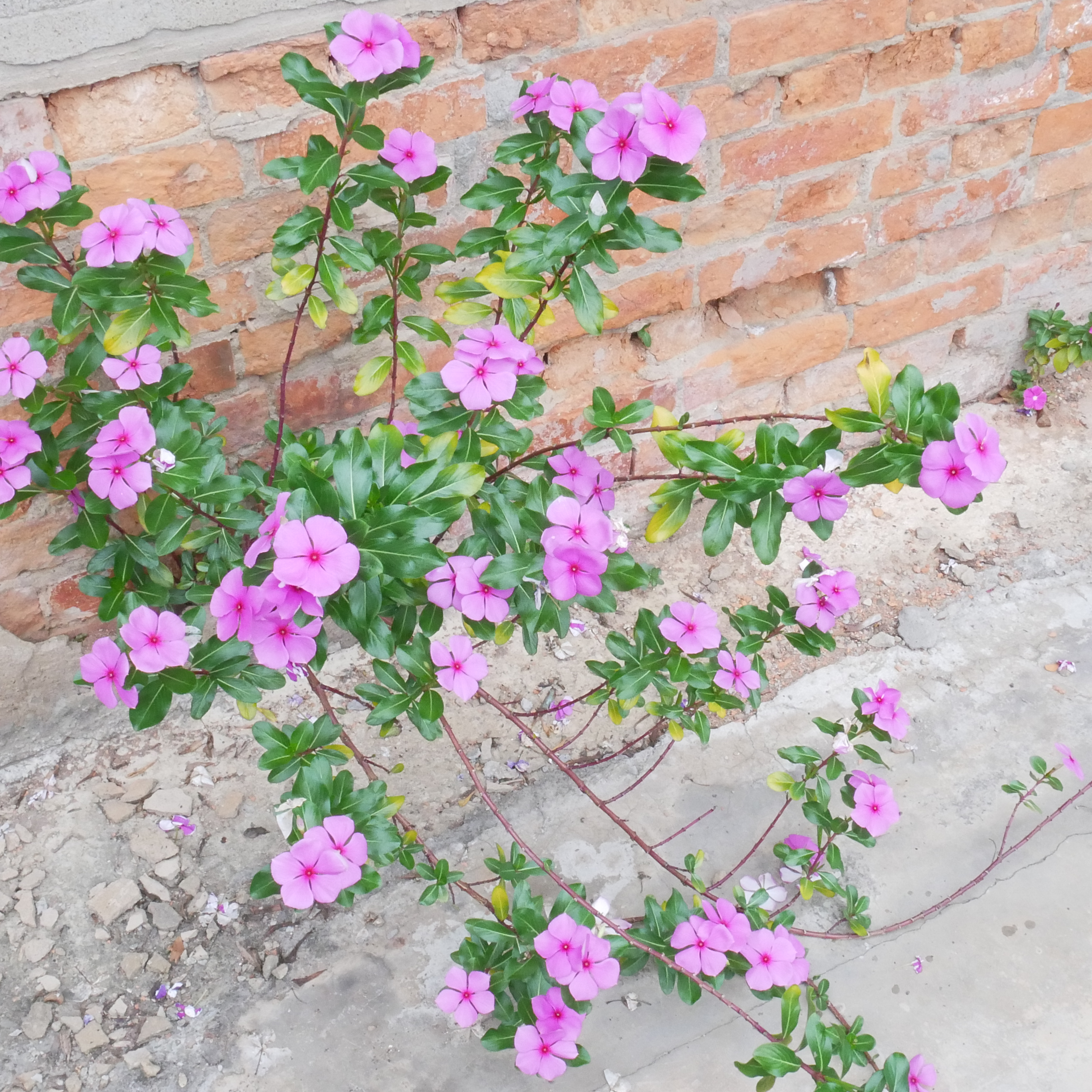
牆角的日日春

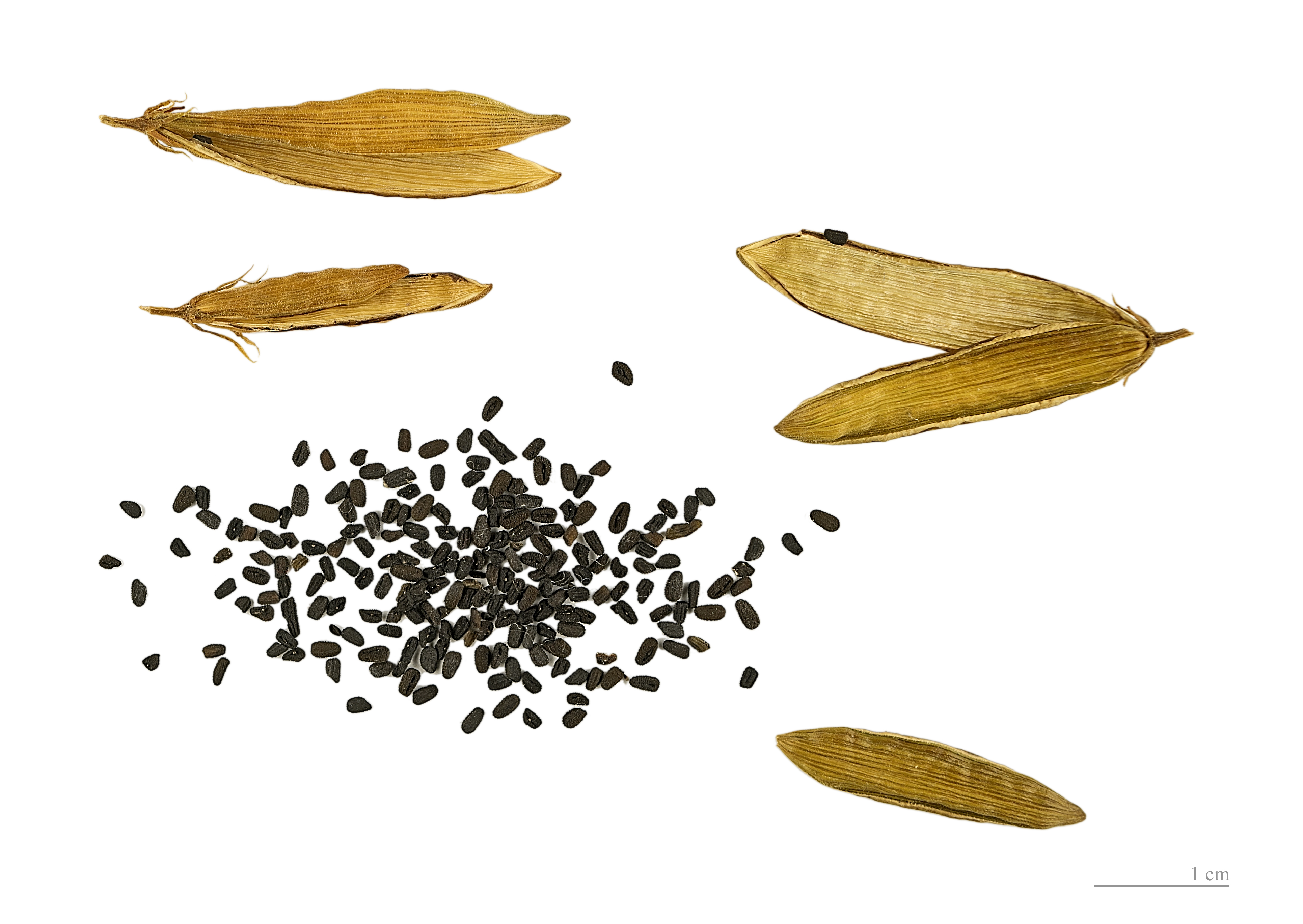
長春花的果實及種子

栽種品種：
- 紅龍（Red Dragon）
- 夢系（Dream）
- 太平洋（Pacifica）
- 地中海（Mediterranean）
- 涼系（Cooler）
- 熱浪（Heatwave）
- 星塵（Stardust）
- 玲瓏系（Little）
- 小可愛系（Pretty）
- 陽傘（Parasol）
- 佳人
- Victory
- Santa Fe。

## 栽植
長春花稍為耐旱、耐貧瘠，對污染及高溫環境抵抗力強，生長迅速，長春花能適應的溫度範圍為15至35℃。為根系為直系，成株不耐移植。可用種子繁殖，惟發芽條件較嚴，太冷或過濕易呈現黃化，甚致枯死。生育期3到9月時播種，可在5到12月開花；若在9到11月播種，則可在3到5月開花。可宿根長期開花。栽培時應採高架式，防雨水濺土，易罹患立枯絲核病。日照需充足，喜好全日照至半日照環境，要使用排水性佳的介質栽培。澆水時應待介質乾燥或葉片略為萎軟現象時才進行。
此外亦可採插枝繁殖，宜剪除部分葉子；初期注意保濕，防止凋萎。

## 延伸阅读
[在维基数据编辑]
 《植物名實圖考·長春花》，出自吳其濬《植物名實圖考》

## 外部連結
- 長春花 Changchunhua （页面存档备份，存于） 藥用植物圖像數據庫 (香港浸會大學中醫藥學院) （中文）（英文）
- 長春堿 Catharanthine （页面存档备份，存于） 中草藥化學圖像數據庫 (香港浸會大學中醫藥學院) （中文）（英文）
- 胡豆苷 Strictosidine （页面存档备份，存于） 中草藥化學圖像數據庫 (香港浸會大學中醫藥學院) （中文）（英文）
- 文朵靈 Vindoline （页面存档备份，存于） 中草藥化學圖像數據庫 (香港浸會大學中醫藥學院) （中文）（英文）